# Památník revoluce v Mexiku
Památník revoluce (Monumento a la Revolución) je nejvyšším vítězným obloukem světa. Nachází se na Náměstí republiky v hlavním městě Mexika Ciudad de México.

## Stavba
Ve skutečnosti se plánovala stavba nové reprezentativní budovy parlamentu. Ovšem po vypuknutí Mexické revoluce v roce 1911 byla stavba zastavena a již postavená základní konstrukce ležela po více než dvě dekády ladem. Až roku 1936 se podařilo skupině architektů prosadit návrh na vybudování památníku. Samotná stavba trvala celkem  tedy 28 let – od roku 1910 až do roku 1938. S výškou 67 metrů je považován za nejvyšší vítězný oblouk na světě. 
Provoz památníku byl přerušen od roku 1970 až do roku 2010, kdy byl slavnostně opět otevřen návštěvníkům ve zrekonstruované podobě se skleněným výtahem. 
Byl navržen ve stylu art deco a socialistického realismu architektem Carlosem Obrégonem Santaciliou.

## Využití
Památník slouží jako mauzoleum pro hrdiny Mexické revoluce (např. Francisco "Pancho" Villa) či pro bývalé prezidenty Mexika (pohřbeni např. Francisco I. Madero, Plutarco Elías Calles, Venustiano Carranza nebo Lázaro Cárdenas). V horním patře je vyhlídková plošina.
4. prosince 2011 zde uspořádala americká zpěvačka Britney Spears koncert zdarma v rámci Femme Fatale Tour, který navštívilo na 100 000 lidí.